# South Lebanon (Oregon)
South Lebanon az Amerikai Egyesült Államok északnyugati részén, Oregon állam Linn megyéjében elhelyezkedő statisztikai település. A 2010. évi népszámláláskor 1155 lakosa volt. Területe 3,1 km², melynek 100%-a szárazföld.

## Népesség

### 2010
A 2010-es népszámláláskor  1005 lakója, 397 háztartása és 282 családja volt. A népsűrűség 330 fő/km2. A lakóegységek száma 427, sűrűségük 122 db/km2. A lakosok 94,3%-a fehér, 0,2%-a afroamerikai, 1,1%-a indián, 0,4%-a ázsiai,  1,7%-a egyéb, 2,3%-a pedig kettő vagy több etnikumú. A spanyol vagy latino származásúak aránya 3,6% (2,9% mexikói, 0,4% Puerto Ricó-i,  0,3% egyéb spanyol vagy latino származású.)
A háztartások 22,7%-ában élt 18 évnél fiatalabb. 55,2% házas, 8,1% egyedülálló nő, 7,8% egyedülálló férfi, 29% pedig nem család. 22,7% egyedül élt; 10,3%-uk 65 éves vagy idősebb. Egy háztartásban átlagosan 2,53 személy élt; a családok átlagmérete 2,89 fő.
A medián életkor 44,4 év volt. Lakóinak 11,5%-a 18 évesnél fiatalabb, 4,1% 18 és 24 év közötti, 22,3%-uk 25 és 44 év közötti, 29,9%-uk 45 és 64 év közötti, 19,6%-uk pedig 65 éves vagy idősebb. A lakosok 50%-a férfi, 50%-a pedig nő.

### 2000
A 2000-es népszámláláskor   1155 lakója, 411 háztartása és 326 családja volt. A népsűrűség 330 fő/km2. A lakóegységek száma 422, sűrűségük 120,6 db/km2. A lakosok 96,5%-a fehér,  0,7%-a indián, 0,1%-a ázsiai,  0,2%-a egyéb-, 2,6%-a pedig kettő vagy több etnikumú. A spanyol vagy latino származásúak aránya 2% (1,6% mexikói,   0,3% pedig egyéb spanyol/latino származású.)
A háztartások 33,8%-ában élt 18 évnél fiatalabb. 64% házas, 8,5% egyedülálló nő; 20,7% pedig nem család. 17% egyedül élt; 8,8%-uk 65 éves vagy idősebb. Egy háztartásban átlagosan 2,81 személy élt; a családok átlagmérete 3,11 fő.
Lakóinak 26,5%-a 18 évesnél fiatalabb, 6,8% 18 és 24 év közötti, 24,1%-uk 25 és 44 év közötti, 23,7%-uk 45 és 64 év közötti, 15,7%-uk pedig 65 éves vagy idősebb. A medián életkor 37,2 év volt. Minden 100 nőre 98,8 férfi jut; a 18 évnél idősebb nőknél ez az arány 94,2.
A háztartások medián bevétele 31 172 amerikai dollár, ez az érték családoknál $32 656. A férfiak medián keresete $31 985, míg a nőké $23 750. Az egy főre jutó bevétel (PCI) $15 247. A családok 10,1%-a, a teljes népesség 8,9%-a élt létminimum alatt; a 18 év alattiaknál ez a szám 8,5%, a 65 évnél idősebbeknél pedig %.